# Holothuria arguinensis
Holothuria arguinensis is een zeekomkommer uit de familie Holothuriidae.
De wetenschappelijke naam van de soort werd in 1906 gepubliceerd door René Koehler & Clément Vaney.